# Городок (Табунский район)
Городок — упразднённое село в Табунском районе Алтайского края. Находилось на территории Серебропольского сельсовета. Точная дата ликвидации не установлена.

## География
Располагалось в 5 км к северо-западу от села Сереброполь.

## История
Основано в 1910 году. В 1928 г. деревня Городок состояла из 48 хозяйств. В составе Пирятинского сельсовета Славгородского района Славгородского округа Сибирского края.

## Население
В 1928 году в деревне проживал 248 человек (125 мужчин и 123 женщины), основное население — украинцы.